# Biba Teržan
Biba (Ljubinka) Teržan, slovenska arheologinja in profesorica, * 25. julija 1947, Maribor.
Teržanova je diplomirala leta 1971, magistrirala leta 1975, doktorirala pa leta 1986 na Filozofski fakulteti v Ljubljani.
7. junija 2001 je postala izredna, od 1. junija 2007 pa je redna članica SAZU.

## Nagrade
Leta 1991 je prejela Nagrado Sklada Borisa Kidriča za delo Starejša železna doba na slovenskem Štajerskem .